# Xiphozele
Xiphozele is een geslacht van vliesvleugeligen in de familie Braconidae. De soorten komen voor in het Oriëntaals gebied, vooral voor in het zuiden van de Volksrepubliek China. De soorten kunnen worden gevangen met lichtvallen.
De volgende soorten zijn beschreven (jan. 2008):
- X. achterbergi (He & Ma, 2000)
- X. bicoloratus (He & Ma, 2000)
- X. burmensis (Sharma, 1975)
- X. compressiventris (Cameron, 1906)
- X. fumipennis (He & Ma, 2000)
- X. guangxiensis (He & Ma, 2000)
- X. guizhouensis (He & Ma, 2000)
- X. hunanensis (He & Ma, 2000)
- X. linneanus (C. van Achterberg, 2008)
- X. obscuripennis (You & Zhou, 1990)
- X. sangangensis (He & Ma, 2000)
- X. wuyiensis (He & Ma, 2000)
- X. yunnanensis (He & Ma, 2000)